# Rallus longirostris insularum
Rallus longirostris insularum is een ondersoort van de klapperral uit de familie van rallen.

## Verspreiding
De soort komt voor in de Florida Keys.